# Music of my mind
Music of My Mind es un álbum de Stevie Wonder, lanzado el 3 de marzo de 1972. Fue el primero de los cinco álbumes consecutivos que conforman su llamado período clásico, junto a Talking Book, Innervisions, Fulfillingness' First Finale, y Songs in the Key of Life. Music of My Mind continúa con los experimentos con el sintetizador que el artista ya había iniciado en Where I'm Coming From (la primera de las grabaciones de Wonder en las que éste disponía de una libertad creativa casi total), siendo un disco más logrado que este último. En el disco, Wonder se hace cargo de la práctica totalidad de los instrumentos, incluyendo sintetizadores, pianos, armónica, batería y voces, además de desempéñar las tareas de productor, compositor y arreglista.
El carácter general del disco era absolutamente diferente del que el artista había mostrado en sus discos anteriores, producidos por Motown. Entre los temas más conocidos se encuentran "Superwoman (Where Were You When I Needed You)", "Happier Than The Morning Sun" o "I Love Everything About You"
En 2003 el álbum fue elegido por la revista Rolling Stone  como uno de los 500 mejores álbumes de todos los tiempos. 

## Lista de canciones
1. "Love Having You Around" (Wonder, Syreeta Wright) – 7:23
2. "Superwoman (Where Were You When I Needed You)" (Wonder) – 8:07
3. "I Love Every Little Thing About You" (Wonder) – 3:55
4. "Sweet Little Girl" (Wonder) – 4:59
5. "Happier Than the Morning Sun" (Wonder) – 5:18
6. "Girl Blue" (Wonder, Yvonne Wright) – 3:36
7. "Seems So Long" (Wonder) – 4:22
8. "Keep on Running" (Wonder) – 6:40
9. "Evil" (Wonder, Y. Wright) – 3:33

## Créditos
- Art Baron - Trombón en "Love Having You Around".
- Buzz Feiten - Solo de guitarra en "Superwoman".
- Stevie Wonder - Voces e instrumentos adicionales.

## Versiones
- "Superwoman (Where Were You When I Needed You)" - Ha sido versionada por The Main Ingredient, Quincy Jones, Donny Hathaway y por Ramsey Lewis.  También ha sido sampleada por Janet Jackson en el tema "New Agenda (with Chuck D)" del álbum Janet, y por Kanye West en "We Major" de su segundo álbum "Late Registration".[2]
- "Happier Than the Morning Sun" - Ha sido versionada por B.J. Thomas.
- "Girl Blue" - Ha sido versionada por The Main Ingredient.
- "Keep On Running" - Ha sido versionada por F.B.I., en su álbum debut de 1976 y por Snafu, en su álbum "All Funked Up" de 1975

## Lista de éxitosBillboard
- 1972: "Keep On Running" (Sencillos de Música Negra) - n.º 36
- 1972: "Keep On Running" (Sencillos de Pop) - n.º 90
- 1972: "Superwoman (Where Were You When I Needed You)" (Sencillos de Música Negra) - n.º 13
- 1972: "Superwoman (Where Were You When I Needed You)" (Sencillos de Pop) - n.º 33
- 1972: n.º 6 en la lista de "álbumes de Música Negra"
- 1972: n.º 21 en la lista de "álbumes de Pop"